# Chambly, Oise
Chambly är en kommun i departementet Oise i regionen Hauts-de-France i norra Frankrike. Kommunen ligger i kantonen Neuilly-en-Thelle som tillhör arrondissementet Senlis. År 2022 hade Chambly 9 909 invånare.

## Befolkningsutveckling
Antalet invånare i kommunen Chambly
| Referens: INSEE |